# 竹ヶ島 (大分県)
竹ヶ島（たけがしま）は、大分県佐伯市にある無人島である。
大入島東部の荒網代港から東に約4kmの佐伯湾内に位置する。面積0.002km2、標高33m。全島が豊後水道県立自然公園に含まれる。
砂岩からなる島で、島の頂上付近には竹が多く、これが島名の由来にもなっている。頂上は2つに分かれており、竹ヶ島灯台が建つ。島の周辺の海域には瀬が多く、潮流も早いため、メバル等が集まる好漁場となっており、釣りにも適している。
1929年（昭和4年）には大入島村と鶴見町（現在はともに佐伯市の一部）との間で帰属争いが起き、大入島村が測量して帰属を定めた。

## 交通
JR九州日豊本線佐伯港から船で30分。